# Ama de llaves

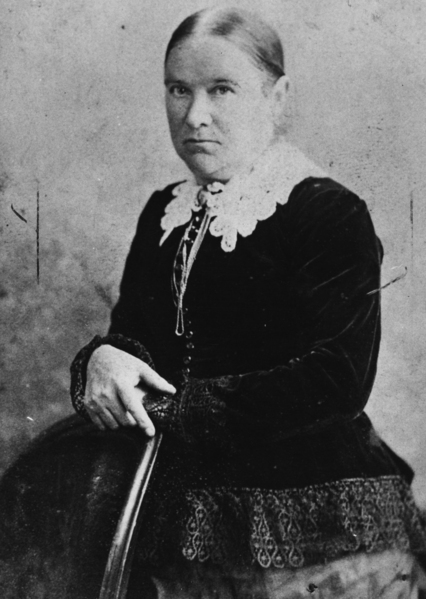
Retrato sin fecha de Helene "Lenchen" Demuth (1820-1890), empleada doméstica de Karl Marx y más tarde la administradora doméstica y confidente de Friedrich Engels.

Un ama de llaves es una empleada para el trabajo doméstico. Solo forma parte de una estructura jerárquica dentro de las mansiones, es decir, trabaja con las familias de clase alta, en donde trabaja también un grupo numeroso de empleados (personal). Ante la ausencia de sus patrones ocupa el lugar de señora de la casa y a su  cargo está la administración, el gobierno económico y la supervisión de los otros empleados de la casa, como las criadas (véase trabajo doméstico) y jardineros, chófer, institutriz.
Además, está a disposición de los patrones en todo momento dentro de la casa y está más cerca de su intimidad.
Son tratadas de "usted" tanto por los empleados a los que dirige como por sus patrones.
En las familias de clase alta, en donde en las mansiones hay muchas criadas y demás empleados, las amas de llaves se encargan de supervisarlos.
En caso de ser un hombre, recibe el nombre de mayordomo.
Los servicios de limpieza pueden proporcionar a los cuidadores una serie de beneficios importantes que pueden mejorar su calidad de vida. Los cuidadores no sólo se benefician de la atención de relevo que suele asociarse a los servicios de limpieza, sino que estos servicios también pueden ofrecerles asistencia práctica, como ordenar la casa, hacer la colada y hacer recados. De hecho, los estudios han puesto de relieve que los servicios de limpieza pueden reducir significativamente los niveles de estrés que sufren los cuidadores y permitirles gestionar mejor su tiempo para centrarse en otras tareas o actividades. Así pues, los servicios de limpieza pueden ser un activo inestimable para que los cuidadores puedan gestionar algunas responsabilidades difíciles y disfrutar de una mejor calidad de vida.
Hay varias compañías que se dedican a proveer servicios de ama de llaves. Estas compañías ayudan a familias a encontrar personas que están calificadas y experimentadas para hacer el trabajo de ama de llaves. Estas compañías pueden ayudar a buscar personas con experiencia, certificados de limpieza y manejo de limpieza profesional para ayudar en la casa. Esto les ahorra tiempo y esfuerzo a la familia al buscar un servicio de ama de llaves. Estas compañías también ayudan a organizar reuniones para conocer mejor al candidato antes de contratarlo, lo que puede ayudar a los clientes a tomar una decisión informada. 
En definitiva, al contratar a un ama de llaves, se está permitiendo que la familia tenga más tiempo libre para disfrutar de la vida y dedicarse a otras actividades. Esto puede mejorar la calidad de vida de las familias y permitirles disfrutar más tiempo juntos sin el estrés asociado con el trabajo doméstico. Además, al contratar a un ama de llaves, se está proporcionando a un individuo la oportunidad de obtener un empleo y ganarse la vida. Por eso, contratar a un ama de llaves puede ser tanto ventajoso para las familias como para el individuo. 
Finalmente, es importante destacar que el ama de llaves también ayuda a mejorar el ambiente social en la casa. Un ama de llaves no solo es una figura clave para mantener la limpieza y el orden de la casa, sino también para crear un ambiente amigable y positivo en la familia. Esto puede incluir ayudar a organizar actividades recreativas, tanto para los miembros de la familia como para los invitados, así como servir como una figura de apoyo cuando sea necesario.  En definitiva, un ama de llaves puede proporcionar los servicios que son clave para mantener el bienestar y la armonía dentro de una familia.